# Parque del Gran Sol
El Parque del Gran Sol es un parque público de Badalona, situado en el barrio de Llefià, junto al polideportivo. Delimitado por las calles de Juan Valera y Asia, y por las avenidas del Doctor Bassols y África, tiene una extensión de 1,80 ha. Fue inaugurado en 1985.

## Historia
Ubicados en una ladera de la sierra de Mena, unos terrenos denominados "Gran Sol" estaban tipificados en el Plan Comarcal de 1974 como zona verde o de servicios. Sin embargo, una inmobiliaria ya había empezado a edificar bloques de pisos con permiso municipal en una zona ya altamente poblada. 

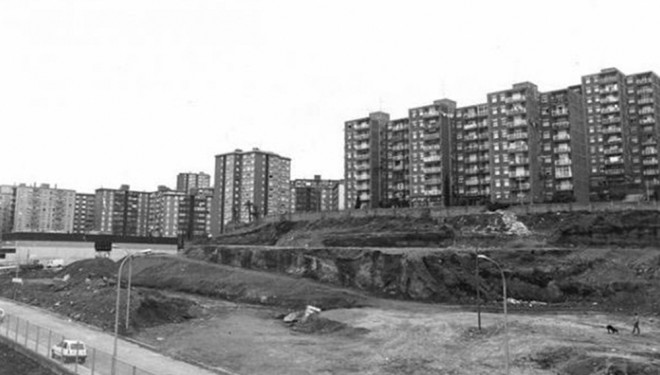
El Parque del Gran Sol antes de su urbanización en los años 70.

En julio de 1975, un grupo de vecinos empezó a movilizarse para impedir su total edificación y poder preservarlo como zona vecinal, al grito de "Gran Sol, zona verde". El día 25, una manifestación de vecinos fue reprimida por la Guardia Civil con cargas. Entre los detenidos se encontraba el periodista Manel Armengol, corresponsal y fotógrafo de La Hoja del Lunes y La Vanguardia.
No fue hasta el PERI (Plan Especial de Reforma Interior) de Llefià en 1978 que se consiguió preservar finalmente este espacio urbano como equipamiento público.
Hay que agradecer a la desidia del Ayuntamiento que, en 2024, en algunas zonas de parterre destinadas a jardín, tanto en el parque como en los alrededores, se esté recuperando la flora silvestre de lo que antaño fue montaña.

## Equipamientos

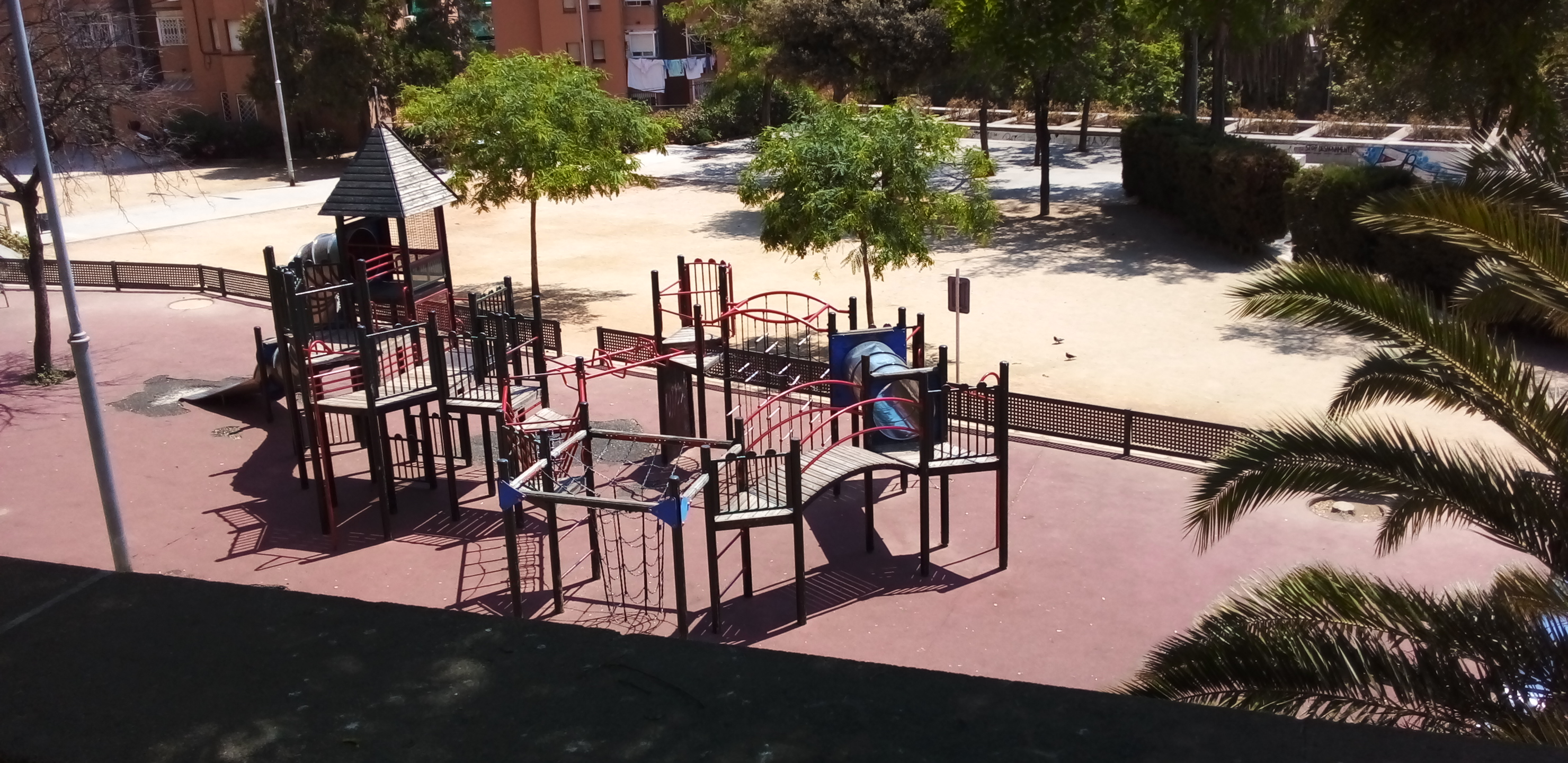
Zona de juegos infantiles.

En 2014 entró en funcionamiento el Centro de Atención Primaria Gran Sol, ubicado en los terrenos del mismo parque, con entrada por la avenida Doctor Bassols, dando servicio a la población de los barrios de Llefià y La Salud.
También se puede encontrar en el parque la sede de la Asociación de Vecinos Sant Joan de Llefià-Gran Sol, que promueve las fiestas populares que se celebran cada año por San Juan en los terrenos del mismo parque.

## Conciertos musicales

### Festival de Música del Gran Sol
En el anfiteatro del Parque, con una capacidad para 3000 espectadores, se celebra un ciclo de conciertos gratuitos, durante las Fiestas de San Juan de Llefià. Desde su primera edición en 2016,  suelen pasar por su escenario artistas de renombre nacional.
- 2016: Miguel Poveda, Sabor de Gràcia, Las Migas.
- 2017: Rosario Flores, Ktulu, los grupos locales Estropeaos y Tochos.[9]
- 2018: El Arrebato, Dr. Calypso, Chicuelo.
- 2019: Ketama, Ecos del Rocío.
- 2022: Medina Azahara, Brumas.[10]
- 2023: Camela, Mojinos Escozíos.
- 2024: Paco Candela, Diego Cortés.
- 2025: Miguel Poveda, Javi Medina.

### Concierto "No Callarem"
El 21 de mayo de 2017 se celebró en el parque el concierto solidario organizado por la plataforma No Callarem en defensa de la libertad de expresión . Actuaron artistas de la talla de Ktulu, Txarango, Albert Pla, KOP, Maria Arnal y Marcel Bagés, Za!, Tori Sparks, Mishima, Lágrimas de Sangre, A Contra Blues, Ovidi3 con Fermin Muguruza, Maika Makovski, Che Sudaka o Raynald Colom.